# Американска приказка: Мистерията с нощното чудовище
„Американска приказка: Мистерията с нощното чудовище“ (на английски: An American Tail: The Mystery of the Night Monster) е американски издаден директно на видео анимационен филм от 1999 г., режисиран и продуциран от Лари Латам. Това е последващо действие на „Американска приказка“, както и четвъртия и последен филм от филмовата поредица. Премиерата на филма е на 9 декември 1999 г. в Германия и е пуснат на 25 юли 2000 г. в САЩ и Канада. Докато актьорите запазват гласовете си за оригиналните герои (с изключение на Ерика Йон, докато Джейн Сингър заема ролята й за Мама Мишкович), филмът включва новите герои и гласове, състоящи се от Сюзън Бойд, Робърт Хейс, Джон Гари, Кенди Майло, Джон Мариано, Джеф Бенет и Джо Лала.